# Ray Gillen
Ray Gillen (12 de maio de 1959 - 1 de dezembro de 1993) foi um cantor americano, conhecido pelo seu trabalho com as bandas Badlands e Black Sabbath. Após passar por diversas bandas durante sua fase na escola, ele finalmente atingiu a sorte grande quando entrou na banda solo do ex-baterista do Rainbow Bobby Rondinelli. O ano era 1985, e enquanto gravava um álbum de estreia com essa banda, Ray Gillen recebeu dois convites inusitados: para ser o vocalista principal do famoso musical Cats e para ser o vocalista da banda inglesa Black Sabbath. Ele então saiu da banda Rondinelli e recusando o convite do musical, entrou no Black Sabbath e tornou-se o sucessor do Glenn Hughes, que foi demitido após uma briga e por seu abuso de drogas. 
Após a turnê do disco Seventh Star, a banda entrou em estúdio para gravar o disco The Eternal Idol. Por diversos problemas, principalmente financeiros, a banda perdeu o baterista Eric Singer e o baixista Dave Spitz. Ray Gillen então saiu da banda, com o disco praticamente pronto, para ir se juntar a John Sykes no Blue Murder. Tony Martin foi chamado para substituir Ray Gillen e regravar o disco no Black Sabbath. Após poucos meses no Blue Murder, Ray Gillen foi mandado embora e gravou uma participação no Dream Runner, segundo álbum do projeto Phenomena, criado pelos irmãos Tom Galley e Mel Galley (que nesse momento gravava o álbum Slide It In do Whitesnake), cantando ao lado de Glenn Hughes e John Wetton. O álbum, lançado em 1987, foi o primeiro registro oficial do Ray Gillen no mundo da música.
No ano seguinte, juntou-se ao seu ex-companheiro Eric Singer, a Jake E. Lee (ex-guitarrista do Ozzy Osbourne) e ao desconhecido baixista Greg Chaisson, e fundou o Badlands. O primeiro disco, auto-intitulado, foi um sucesso nos Estados Unidos e Europa. Seu sucessor, Voodoo Highway, vendeu mal devido à onda grunge. Já debilitado pela Aids, Ray entrou em estúdio para gravar o terceiro disco da banda, que não foi aprovado pela gravadora.
Ray Gillen faleceu em Nova Iorque em 1993, no dia 1 de dezembro. Glenn Hughes, que era um grande amigo de Ray, organizou um tributo para ele em 1994. O terceiro disco do Badlands, chamado Dusk, foi um lançamento póstumo, organizado pelo amigo e ex-companheiro de banda Greg Chaisson.

## Discografia

### com Rondinelli
- Wardance (gravado em torno de 1985, lançado em 1996)

### com Black Sabbath
- The Eternal Idol (disco 2 da versão de luxo, lançado em 2010)
- Live at The Hammersmith Odeon, 1986 (lançado como disco 2 da versão de luxo de Seventh Star, 2010)

### com Phenomena
- Dream Runner (1987)[2]

### com Badlands
- Badlands (1989)
- Voodoo Highway (1991)
- Dusk (gravado entre 1992-93, lançado em 1998)

### com Sun Red Sun
- Sun Red Sun (1995)